# John Knott
John Colin James Knott (ur. 3 lipca 1914 w Epsom, zm. 2 października 1965 w Tucson) – brytyjski strzelec, olimpijczyk.
Brał udział w Letnich Igrzyskach Olimpijskich 1948 (Londyn); startował tylko w konkurencji strzelania karabinu dowolnego w trzech postawach z odległości 300 metrów; zajął w tej konkurencji 26. miejsce.

## Wyniki olimpijskie
| Igrzyska | Konkurencja                          | Wynik | Miejsce    | Źródło |
| -------- | ------------------------------------ | --- | ---------- | ------ |
| IO 1948  | Karabin dowolny, trzy postawy, 300 m | 966 punktów W pozycji leżącej – 372 punkty W pozycji klęczącej – 322 punkty W pozycji stojącej – 272 punkty | 26 (na 36) | [ 1 ]  |